# Герб Зугрэса
Герб Зугрэса — официальный символ города Зугрэс Донецкой области. Современный герб принят в 2003 году.

## Описание
Щит рассечён, золото и червлень. Серебряная электрическая лампочка с расходящимися лучами противоположных тинктур, лежащая цоколем на двух зелёных листьях дуба с жёлудем. Основание лазуревое, шиповидное.

## История

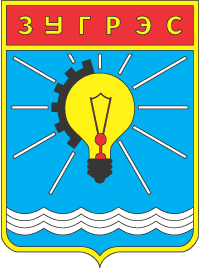
Герб 1986 года

26 ноября 1986 года решением городского исполкома был утверждён первый герб Зугрэса. Щит герба Зугрэса — французский, лазурного цвета. По центру щита расположена лампа накаливания, которая символизирует, что основой экономики города является энергетика (Зуевская ГРЭС). Лампа золотого цвета, цоколь — чёрного цвета, нить накала — красного цвета. От лампочки расходятся десять лучей золотого цвета. К лампочке справа примыкает часть обода зубчатого колеса, который символизирует Зуевский электромеханический завод. Колесо чёрного цвета. В нижней части щита расположен тройной шиповидный пояс серебряного цвета, который символизирует реку Крынка, на которой расположен город.
29 декабря 2003 года решением XVIII сессии городского совета IV созыва (#IV/18-4) был принят современный вариант герба.